# Claudio Gamboa
Claudio Andres Gamboa Zúñiga (ur. 9 maja 1987) – chilijski zapaśnik w stylu wolnym. Zajął ósme miejsce na mistrzostwach panamerykańskich w 2014. Piąty na igrzyskach Ameryki Południowej w 2014. Brązowy medal mistrzostw Ameryki Południowej w 2014 roku.